# Жива старина
„Жива старина. Етнографическо (фолклорно) изучвание на Видинско, Кулско, Бҍлоградчишко, Ломско, Берковско, Орҍховско и Вратчанско“ е поредица от седем книги, издавана през периода 1891 – 1914 г. в Русе и София без определена периодичност, популярна накратко като „Жива старина“. Първите шест са посветени на културата на населението от Северозападна България, а седмата има обобщаващ характер и териториално обхваща цялата страна (около 400 селища). Материалите за тях са събрани и подготвени за печат от видния български етнограф Димитър Маринов.
В поредицата са включени:
1. „Жива старина“, книга първа, „Вҍрванията или суевериҍта на народа“, 189 стр., Русе, 1891 – съдържа материал из областта на народната духовна и обществена култура – космография, митология и демонология, народен календар и свързаните с него обичаи и вярвания на населението в Северозападна България.
2. „Жива старина“, книга втора, „Плҍмената, влакитҍ, задругитҍ, семействата, имената и короветҍ въ Западна България“, 306 стр., Русе, 1892 – посветена предимно на социалната култура. Вземайки за делитбени белези преди всичко носията и говора, отчасти и нравите на народа, авторът предлага класификация на населението от този край по групи, които илюстрира с подробна карта.
3. „Жива старина“, книга трета, „Семейния животъ на народа (женидба, кръщенье, умиранье, служба, сборъ, оброкъ, тлака, седянкьа, хоро, натемия (проклетия)) въ Западна България“, 383 стр., Русе, 1892 – материалът в тази книга, особено за основните семейни обичаи, представлява най-подробното, пълно и най-добро известно дотогава изследване.
4. „Жива старина“, книга четвърта, „Народното обичайно право (I Гражданско право) (Материялъ събранъ в Западна България)“, 540 стр., Русе, 1894 – разглежда предимно социално-нормативната култура.
5. „Жива старина“, книга пета, „Градиво за веществената култура на Западна България“, 201 стр., публикувана в книга XVIII на „Сборник за народни умотворения, наука и книжнина“, 1124 – 1324 стр., София, 1901 – посветена на материалната култура на населението от Западна България и се отличава с богатството на включения в нея текстов и илюстративен материал.
6. „Жива старина“, книга шеста, „Народното обичайно право (II Народно карателно (углавно) право)“, 247 стр., София, 1907 – продължение и допълнение на книга четвърта.
7. „Жива старина“, книга седма, „Народна вҍра и религиозни народни обичаи“, 574 стр., публикувана самостоятелно в книга XXVIII на „Сборник за народни умотворения и народопис“, София, 1914 – отличава се от останалите в поредицата както по съдържащия се в нея материал, така и по начина на неговото излагане. Тя е посветена на духовната и обществена култура на целия български народ, по-специално вярванията, понятията и представите на народа за заобикалящия го свят и народния празничен календар. Обхванати са около 400 селища, включена е почти изцяло книга първа, използвани са части от книга трета, в хода на изложението има позовавания и на останалите книги от поредицата. Основната част от материала съставлява този, който Димитър Маринов събира лично от всички краища на страната ни по време на своите обиколки през 90-те години на 19-и и първото десетилетие на 20 век.[1]

Поредицата разкрива цялото богатство и многообразие на народната култура главно на селското население (значителна част се отнася за Северозападна България), която авторът фиксира в края на 19-и и началото на 20 век. Включваща материали от всички дялове на тази култура, „Жива старина“ покрива предметната област на българската етнография през този период на нейното развитие. В това най-вече прозира нейната значимост. Нито един работник на етнографското поприще дотогава не е сторил това, което е направил Димитър Маринов. Поредицата дава основание, нейният автор да бъде признат и утвърден като най-видния наш етнограф-събирач от първите десетилетия след Освобождението.